# دستور الأثينيين

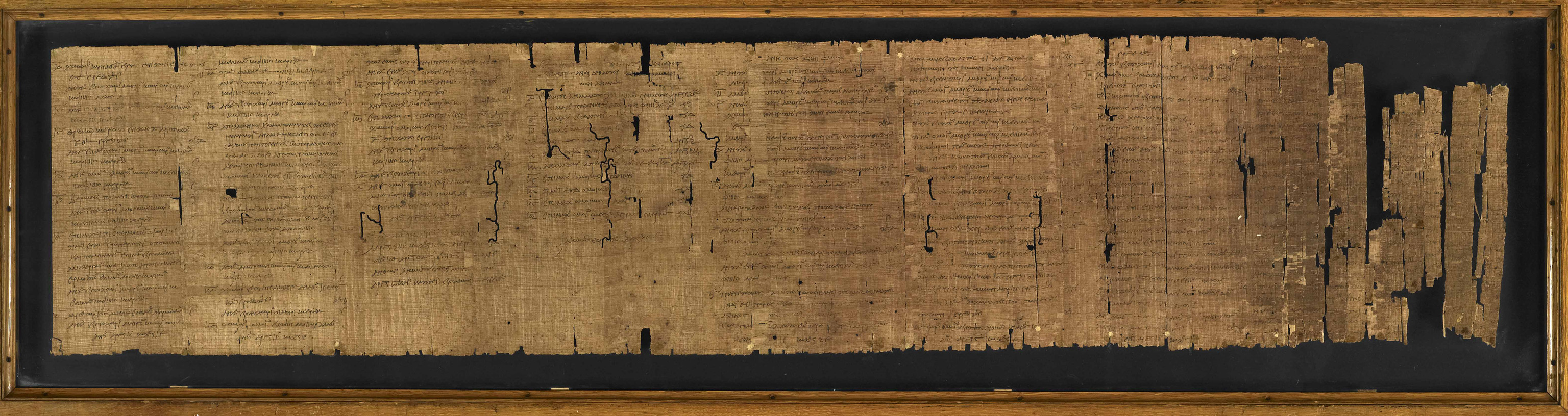
«دستور الأثينيين» على ورق بردى - في المكتبة البريطانية.

دستور الأثينيين هي من الآثار المنسوبة لأرسطاطاليس، وهو وصف لدستور أثينة. وقد بقيت هذه الرسالة ضائعة لقرون إلى أن عثر عليه سنة ١٨٩١ م بالفيوم بمصر.
وقد نسب أكثر الباحثين هذا العمل إلى أرسطو إلا أن آخرون يرون أنه من آثار أحد أتباعه من المدرسة المشائية.

## الترجمة العربية
والكتاب متوفر باللغة العربية عبر ترجمتين:
- «نظام الأتينيين» - ترجمة طه حسين. صدرت عام ١٩٢١ م.[5]
- «دستور الأثينيين» - عربه عن أصله اليوناني وعلق عليه أوغسطينس بربارة. بيروت: اللجنة الدولية لترجمة الروائع، ١٩٦٧ م. وأعيد طبعه سنة ٢٠١٣ م.[6]